# Andrew Steiner
Andrew Steiner (* 22. August 1908 in Dunajská Streda; † 2. April 2009 in Atlanta, Georgia; auch Endre Steiner und André Steiner) war ein tschechoslowakischer und amerikanischer Architekt.

## Leben
Andrew Steiner studierte an der Deutschen technischen Hochschule in Brünn. Nach Beendigung des Studiums arbeitete er bei Ernst Wiesner. Ab 1934 wurde er in einem eigenen Atelier tätig. Während des Zweiten Weltkrieges war Steiner Mitglied der illegalen Organisation, die sich zum Ziel gesetzt hatte Juden in der Slowakei zu schützen. Nach dem kommunistischen Putsch emigrierte er 1948 nach Kuba. Ab 1950 lebte er in den Vereinigten Staaten. Dort arbeitete Steiner als Urbanist in Atlanta und hielt Vorlesungen an der Universität. Im Jahr 2004 wurde ihm von der Masaryk-Universität in Brünn, Tschechien die Ehrendoktorwürde verliehen.

## Werke
- Architekt Endre Steiner: Arbeiten aus den Jahren 1934–1939. Fr. Kalivoda, Brünn 1939.